# Catumbela
Catumbela és un municipi de la província de Benguela a Angola. Té una extensió de 3.285 km² i 167.625 habitants segons el cens de 2014. Comprèn les comunes de Catumbela, Gama, Praia dos Bebés i Biópio. Està situada entre els municipis de Benguela i Lobito, i el seu nom deriva del riu Catumbela, sobre el qual hi ha el Pont 4 d'Abril.

## Història
Al pas del segle xviii al segle xix els portuguesos hi construïren el Forte de São Pedro en establir-se a Benguela. Avui la fortificació es troba en un estat lamentable, però hi ha plans de restaurar-lo i fer-ne un museu.
Catumbela era una comuna del municipi de Lobito fins 2011, quan fou elevada a la categoria de municipi.

## Transport
Catumbela té una estació del Caminho de Ferro de Benguela i també l'aeroport de Catumbela.